# Kraftwerk Kalsdorf
Das Kraftwerk Kalsdorf ist ein Laufwasserkraftwerk der Verbund AG und der Energie Steiermark. Es liegt im Gemeindegebiet der steirischen Gemeinde Kalsdorf bei Graz über der Mur. Das 2013 in Betrieb genommene Kraftwerk hat eine installierte Leistung von 19 MW und produziert jährlich 81,2 GWh an elektrischer Energie.
Das Kraftwerk Kalsdorf liegt ca. 6,6 km südlich des 2012 errichteten Kraftwerks Gössendorf und ca. 4,3 km nördlich des Laufkraftwerkes Mellach an der Mur.
Das Kraftwerk staut die Mur auf rund 11,2 m und hat eine Durchflussmenge von 200 m³ Wasser pro Sekunde. Das Wasser treibt zwei Kaplan-Turbinen mit einer Leistung von zusammen 19 Megawatt an. 
Die Kosten für die Errichtung von 75,3 Mio. Euro teilten sich die Verbund AG und Energie Steiermark. Bei der Errichtung des Kraftwerks war die Erhaltung und Wiederherstellung der Uferzonen ein Aspekt. Durch die Umbaumaßnahmen wurden zahlreiche Freizeitmöglichkeiten geschaffen. Weiters wurden die Hochwassermaßnahmen für die Anrainergemeinden verbessert. Diese Arbeiten kosteten rund 10 Mio. Euro zusätzlich.